# Midsommarbergets naturreservat
Midsommarbergets naturreservat är ett kommunalt naturreservat i Laxå kommun i Örebro län.
Området är naturskyddat sedan 2022 och är 5,5 hektar stort. Reservatet ligger mitt i Laxå och består av tallskog.